# Култура Италије
Италија је веома рано одиграла значајну улогу у култури и уметности. Римска антика била је у време Римског царства узор осталим европским земљама. Чак и у средњем веку и у доба ренесансе Италија је остала узор у уметности, култури и истраживањима осталим земљама Европе. Веома је познато италијанско сликарство, вајарство и архитектура. Ова красна земља била је домовина врсним, изузетним, генијалним уметницима као што су Леонардо да Винчи, Ботичели, Рафаело, Микеланђело ...
Ова елегантна чизма је у свету позната по много чему. Пре свега по уметности и култури, затим разним грађевинама као што су Колосеум и Торањ у Пизи. Све знаменитости Италије веома су посећене, јер како је написао Гете, свако камење, палата и по која улица има и говори своју причу и све је одуховљено у светим зидинама вечног Рима. Земља која може да рачуна историју од скоро 3000 година, дакле опет по Гетеу не живи од данас до сутра, позната је и по јелу (пица, паста, шпагети ...), вину, начину живота, позоришту, литератури, поезији, музици (посебно опери) и добром укусу.

## Школство и образовање
Похађање наставе у Италији је обавезно и без обзира на разлике између севера и југа, не разликује се план наставе у Милану од оног у Палерму. Разлике постоје само у областима пословног образовања. Обавезан систем образовања подељен је у три области: обданиште (scuola dell' infanzia, 3-6), основна школа (scuola elementare, 6-11; scuola media 11-14) и средња школа (Liceo: classico, scientifico, linguistico, artistico, economico, tecnologico, musicale, delle scienze umane; 14-19). Након наведених обавезних школа, ученици се могу определити за факултет. Последњих година дошло је до извесних промена у предавању страних језика, тако да се сада енглески учи у основним школама, а постоји и други страни језик. У петогодишњим гимназијама, осим часова латинског, похађа се и настава грчког језика. Од 2004. године, обавезно школовање повећано је са 9 (6-15) на 12 (6-18), што значи да ко не жели да са 14 година похађа гимназију, мора изабрати неки од средњих стручних школа након чега се полаже матура и државни испит. У забавиштима и основним школама деца морају носити униформе: девојчице најчешће розе и беле, а дечаци плаве.